# Clitellariinae
Clitellariinae – podrodzina muchówek z podrzędu krótkoczułkich i rodziny lwinkowatych.
Należą tu lwinkowate o różnorodnej budowie i pokroju ciała. Czułki ich cechuje biczyk zbudowany z 8 członów. Użyłkowanie skrzydeł charakteryzują cztery podłużne żyłki wychodzące z komórki medialnej, w tym obecna jest żyłka M3. Odwłok zwykle jest krótki. Bionomia i budowa larw również są zróżnicowane. Brak znanych synapomorfii wskazuje, że takson tan może nie być monofiletyczny.
Klasyfikuje się je w rodzajach:

- Abasanistus Kertesz, 1923
- Abavus Enderlein, 1914
- Acropeltates Kertesz, 1923
- Adoxomyia Kertesz, 1907
- Alopecuroceras Lindner, 1936
- Amphilecta Brauer, 1882
- Ampsalis Walker, 1859
- Anoamyia Lindner, 1935
- Auloceromyia Lindner, 1969
- Caenocephaloides Strand, 1928
- Campeprosopa Macquart, 1850
- Chordonota Gerstaecker, 1857
- Clitellaria Meigen, 1803
- Cyphomyia Wiedemann, 1819
- Diaphorostylus Kertesz, 1908
- Dicyphoma James, 1937
- Dieuryneura James, 1937
- Ditylometopa Kertesz, 1923
- Dysbiota Lindner, 1958
- Elissoma White, 1916
- Eudmeta Wiedemann, 1830
- Euryneura Schiner, 1868
- Geranopus White, 1916
- Grypomyia Kertesz, 1923
- Haplephippium Speiser, 1913
- Homalarthria Lindner, 1933
- Labocerina Enderlein, 1914
- Lagenosoma Brauer, 1882
- Leucoptilum James, 1943
- Meringostylus Kertesz, 1908
- Mixoclitellaria Lindner, 1935
- Nigritomyia Bigot, 1877
- Octarthria Brauer, 1882
- Platopsomyia James, 1937
- Progrypomyia Lindner, 1949
- Pycnomalla Gerstaecker, 1857
- Pycnothorax Kertesz, 1923
- Ruba Walker, 1859
- Syndipnomyia Kertesz, 1921